# 第一インターナショナル創立宣言

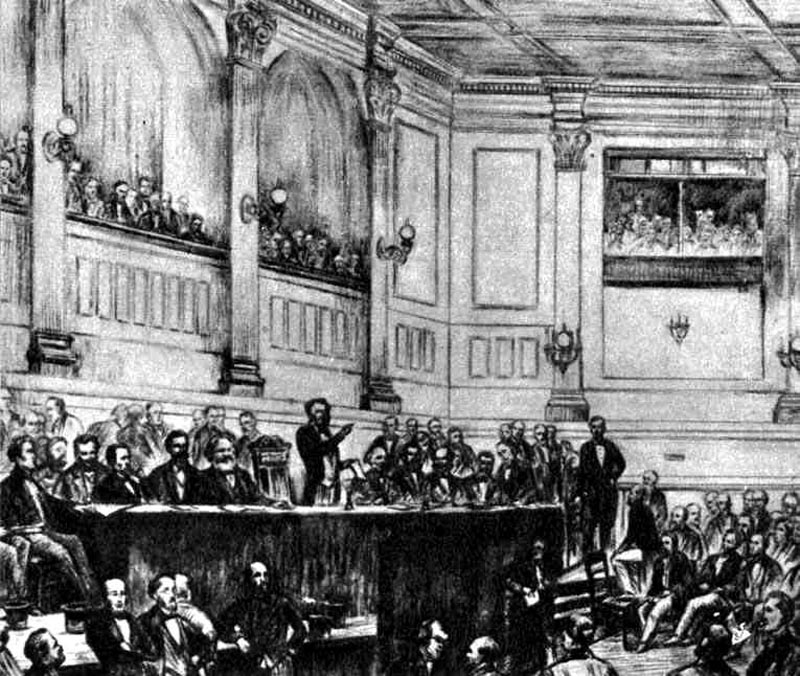
国際労働者協会発足集会、1864年9月28日

『第一インターナショナル創立宣言』または『国際労働者協会創立宣言』とは、ヨーロッパの労働者、社会主義者が1864年9月28日に創設した世界初の国際政治結社の創立にあたって採択された宣言文である。ドイツ担当書記であったカール・マルクスが起草し、満場一致で採択された。

## 成立の経緯
カール・マルクスとフリードリヒ・エンゲルスは1848年革命とその挫折からプロレタリアートが復活して、やがて資本主義に対する抵抗する政治的行動に結束する歴史的瞬間が再来するのを16年にわたり待ち望んでいた。
1864年9月28日のインターナショナル（国際労働者協会、英語: International Workingmen's Association、以下、IWAと表記）発足集会の決議に基づき、ロンドンに本部を設置することが定められ、「中央評議会」と年次大会を主軸としたIWAの組織が示された。しかし、エンゲルスは「この新しい協会は、諸問題がいくらか厳密に規定されるや否や、たちまちのうちに理論的にブルジョア的要素と理論的にプロレタリアート的要素に分裂するだろうと僕は思う」と語り、各国のプロレタリアートの国際同盟の性格上、分派が生じる可能性があることを指摘して、マルクスによる包括的な理論的指導が重要になることを助言した。
そこで、マルクスは前もって作成された趣意宣言を「この駄文からなにかを作り出すことなど到底できない」として大幅に書き直すことにした。規約作成委員会での議事妨害と批評を通じて、1845年以来の労働者階級の運動を歴史的に総括する一節を加えることにより各派の思惑が加わった文言を次々と削除して、「権利、義務、真理、道徳、正義」といったブルジョア的な文言も重要個所から「何ら害を及ぼせない位置に配置した」移し替える等、その内容を校訂して作り変えてしまった。
こうして、マルクスは『創立宣言』と『規約』とを起草して、同年11月1日中央評議会で満場一致で採択されることに首尾よく成功している。マルクスはブルジョア的勢力の一掃のため、労働組合運動の支援、権力の獲得を目指す政治運動の展開を運動の中心に定めた。そして、IWA内のドイツ担当の一書記に過ぎなかったが、次第にIWAの実質的な指導権を獲得していった。

## 『創立宣言』の内容
マルクスは『宣言』において次のような見解を示した。

### 「持つ者」と「持たざる者」との格差社会
マルクスは、ブリテンの大蔵大臣グラッドストンの議会演説（1864年4月7日）に言及しながら、社会病理と化した資本主義の実態を指摘した。
まず、1845年から1864年までにブリテンは目覚しい経済成長を遂げたが、「富と権力の驚くべき増大は、完全に中産階級（ブルジョワジー）に限られている」、この時期には貿易額、国家歳入の歴史的増加が見られる半面、「貧困の境涯に沈もうとしている人々の身の上、いっこうに上がらない…賃金、十中九まで生存のための闘争にすぎない…人生を、考えてみよ！」といったグラッドストンの発言を引用した。アイルランドでは「北部では機械に、南部では牧羊場によってしだいに駆逐され」、ジャガイモ飢饉を期に人口の急激な減少を経験した。まさに、マルクスが語った以下の言葉が脳裏に浮かばざるをえない。
マルクスは、産業の発展によって貧困は消滅するという資本主義の大言壮語は完全に破綻したと語り、社会の現実はまさにその逆の様相を呈していることを克明に非難した。そして、土地と資本の集中過程はさらに強化されて、富める者はますますと富み、貧しい者はますます貧しくなる不可避的な状況に陥っていると批判した（窮乏化理論）。1845年からの労働者の貧困と権利獲得を概括して資本の専制国家のもとでの従属状態の克服の必要を説いた。

### 労働者の政治闘争と国際連帯
過去における労働者による闘争のなかで重要なものはチャーティスト運動であり、社会経済的には1847年の工場法による十時間労働制の獲得であるとマルクスは指摘している。チャーティスト達は、自由主義の盲目的な経済法則に代えて生産は社会的見通しおよび人間的配慮に支配されるべきだということを三十年の長きにわたって力説してきた。それ故に十時間労働法は、一つの偉大なる実用的な施策であるばかりでなく、一つの主義の勝利であり、中産階級の経済学（古典派経済学）が初めて白日の下で労働者階級の経済学（マルクス経済学）に屈服したということを示していると言える。
また、ロバート・オウエンやカベ主義者の試みやプルードン的な社会主義が強く主張する協同組合的生産の構想（これらは空想的社会主義に位置付けられる思想である）、あるいは、個々の労働者による気紛れな努力（自助による自力救済や素朴単純な労働組合主義、自由・労働主義）という局地的な成果では、資本の力を圧倒することはできないし、労働者階級の窮状の根治にはつながらない。それゆえ、マルクスは次のように言う。
そう、マルクスが述べるように、かつてのチャーティスト運動と同様に労働者は団結によって再び政治勢力を成していき、やがては政治権力を制圧して、国家機構を自らの利害の増進のために実際に利用できるようにすることが労働者階級の重大な義務となっていくのだ。著名なマルクス史家マックス・ベアは、こうした新時代の理念のもとに諸勢力結集の必然的契機が生じたのだと、マルクスの『宣言』を読み取った。

### 列強の帝国主義戦争と反戦
その一方で、徒らに国家対立を煽り侵略戦争に没頭する各国政府に対抗する団結と外交・軍事政策への抵抗を呼びかけ、マルクスは『宣言』で次のように述べている。
そして、最後に「万国のプロレタリアートよ、団結せよ！」という『共産党宣言』と同じ結び方をしている。

### 来るべき「解放」の可能性と組織概要
暫定規約は、人種・信仰・国籍に関わりなく、真理・正義・倫理を行動の基礎として認めることとした。IWAの目的を階級闘争の推進と労働者の国際的団結、労働運動の統一にあることを明示し、以下のごとく宣言した。